# 残疾人权利公约
《身心障礙者權利公約》（英語：Convention on the Rights of Persons with Disabilities，縮寫CRPD），是联合国于2006年12月13日通过的有关保护身心障礙者人权的國際公約。公約的草案於2006年8月25日，在聯合國由192个会员国代表，与90个非政府组织代表，於聯合國特别会议中达成。
《身心障礙者權利公約》是21世紀第一個人權公約，影響全球身心障礙者之權利保障，也是联合国所通过的国际性公约中，第一次用於保护残疾人人权的公约。為聯合國促進、保障及確保身心障礙者完全及平等地享有所有人權及基本自由，促進固有尊嚴受到尊重，降低身心障礙者在社會上之不利狀態，以使其得以享有公平機會參與社會之公民、政治、經濟、社會及文化領域。
公约的内容在2007年3月30日向国际間公開。2008年5月3日，《残疾人权利公约》正式生效。

## 歷史背景
聯合國於1981年到1992年訂為身心障礙者的十年。1987年時，一個集結了各專家的全球性會議建議聯合國大會應起草一個國際公約來消除對於身心障礙人士的歧視。該國際聲明的大綱開始由義大利提出，隨後由瑞典接續工作，可惜沒有達成共識。許多政府的代表，認為當時的人權條款就已經足夠處理身心障礙者的需求。因此倡議性質的身心障礙者機會平等準則（Standard Rules on the Equalisation of Opportunities for Persons with Disabilities）於1993年在聯合國大會上被提出。西元2000年，五位國際身心障礙者非政府協會發表了一個聲明，呼籲所有的政府支持該公約。2001年，在聯合國大會上，墨西哥提出了一個請求，要求成立非常設委員會，用以整合出一個容易理解的公約，全面性地去推廣並保護身心障礙者的權利與尊嚴。由相關身心障礙者人權機構，例如國際身心障礙者聯盟來擔任國際非常設身心障礙者幹部會議的整合單位，參與起草公約的過程，試著為身心障礙者訂出一些特定的原則，研究如何為身心障礙者及相關組織訂定身心障礙者公約。

## CRPD的8大原則
- 尊重固有尊嚴、包括自由作出自己選擇之個人自主及個人自立
- 不歧視
- 充分有效參與及融合社會
- 尊重差異，接受身心障礙者是人之多元性之一部分與人類之一份子
- 機會均等
- 無障礙
- 男女平等
- 尊重身心障礙兒童逐漸發展之能力，並尊重身心障礙兒童保持其身分認同之權利

## 條約實行

### 臺灣
2007年7月11日修正公布之「身心障礙者權益保障法」，已納入身心障礙者權利公約之精神及內容。為銜接國際，2014年8月1日立法院三讀通過「身心障礙者權利公約施行法」，2014年8月20日總統馬英九公布，並自2014年12月3日起施行（come into effect），每四年提出一次國家報告，並邀請專家來台審查。行政院於2016年12月提出初次國家報告，並在隔年10月30日至11月1日，邀請身心障礙者權利專家審查。監察院國家人權委員會成立後，也在第二次國家報告中提出獨立評估意見。
為周延法制程序，衛生福利部擬具身心障礙者權利公約正體中文版草案，並經行政院2014年11 月27日審議通過，立法院於2016年4月22日審議通過（ratification）。總統蔡英文於2017年5月17日公布（promulgation）。

### 香港
聯合國《殘疾人權利公約》自2008年8月在香港生效。根據《公約》第21條，締約方應採取措施，包括承認和推廣手語的使用，確保殘疾人能夠有獲得信息的機會。雖然《公約》在香港生效超過10年，其初衷是確保殘疾人士充分和平等地享有人權和基本自由，並促進固有尊嚴的尊重，但至今殘疾人士仍面臨重重困難，未能得到平等保障，生活每遭重重阻礙。

#### 醫療
在2021年8月，無綫電視新聞節目「新聞透視」探討《公約》在香港實施情況，聾人機構「龍耳」創辧人邵日贊接受訪問時指出，聾人在公立醫院申請手語傳譯非常困難，而醫管局不會主動提供手語翻譯，從而引發一連串相關事件。

#### 教育
《公約》自2008年8月31日起對中華人民共和國生效，並適用於香港特別行政區。這意味著香港必須跟隨中國遵守《公約》的相關條文。
目前，教育局不但沒有承認手語地位，更剝奪聾童透過手語吸收知識的機會。前教育局官員指出，政府要面對聾童需要，不是單靠助聽儀器、口語訓練就可以完全解決聾童每天面對的困難。
在2024年1月，中國為進一步落實《殘疾人權利公約》，中國殘聯辦公廳及教育部辦公廳聯合發出通知，要求充分發揮特殊教育學校的基礎作用，加快在這些學校推廣使用國家通用手語和國家通用盲文。通知明確要求到2025年，中國招收聽障和視障學生的特殊教育學校將普遍使用國家通用手語和國家通用盲文，師生將達到相應水平，並逐步在教育教學活動中規範使用。此外，通知還要求特殊學校進一步強化國家通用手語和國家通用盲文的使用意識，堅持推廣與教育教學工作相互促進，制定切實措施，要求學校領導、班主任學習，特殊教育教師在教育教學活動中"備手語、備盲文"，並定期組織考核。
然而，截至目前，教育局尚未宣布是否會跟隨中國推廣使用香港手語及盲文。也未知會否效仿中國的要求，即到2025年特殊教育學校的師生須達到使用手語和盲文的相應水平，並逐步在教育教學活動中規範使用。

## 外部連結
- 残疾人权利公约 （页面存档备份，存于）
- 身心障礙者權利公約正體中文版 （页面存档备份，存于）